# Sicydium schiedeanum
Sicydium schiedeanum är en gurkväxtart som beskrevs av Diederich Franz Leonhard von Schlechtendal. Sicydium schiedeanum ingår i släktet Sicydium och familjen gurkväxter. Inga underarter finns listade i Catalogue of Life.